# Kieran Culkin
Pour les articles homonymes, voir Culkin.
Kieran Kyle Culkin, né le 30 septembre 1982 à New York, est un acteur américain.
Il est connu pour son interprétation de Roman Roy dans la série Succession qui lui a fait gagner plusieurs récompenses, notamment le Golden Globe et l'Emmy du meilleur acteur dans une série dramatique en 2024.
En 2025, il reçoit le prix du Meilleur acteur dans un second rôle lors de la Golden Globes 2025 et lors des Oscars 2025, pour son interprétation dans le film acclamé par la critique A Real Pain de Jesse Eisenberg,.

## Biographie
Kieran Kyle Culkin est le quatrième fils de Patricia Brentrup, née dans le Dakota du Nord, d'origine allemande et norvégienne, et de Christopher Cornelius "Kit" Culkin (en), de Manhattan, d'origine irlandaise et anglaise.
Il est le frère du célèbre Macaulay Culkin, né en 1980 et de Rory Culkin né en 1989. Il a également quatre autres frères et sœurs : Shane né en 1976, Dakota (1979-2008), Quinn née en 1984 et Christian né en 1987. Il avait aussi une demi-sœur, Jennifer Adamson (1970-2000), née d'une première union de son père. 
Il est aussi le neveu de Bonnie Bedelia.
Kieran passe son enfance dans la ville de Yorkville à Manhattan avec ses parents et ses frères et sœurs. Ils sont élevés par les parents malgré des difficultés financières mais à l'âge de 12 ans, en 1995, ses parents se séparent et il s'en va vivre chez sa mère avec ses frères et sœurs.

## Carrière
Kieran Culkin apparaît pour la première fois sur un écran de télévision à l'âge de 8 ans en interprétant le rôle de Fuller McCallister, le cousin de Kevin, dont le rôle principal est tenu par son frère Macaulay, dans la comédie à succès Maman, j'ai raté l'avion !, sorti en 1990. Il continue une carrière d'enfant star jusqu'à l'adolescence lorsqu'il joue dans des comédies tels que Le Père de la mariée et sa suite ou Igby, film sorti en 2002 dans lequel il joue le rôle principal et qui lui permet d'être nommé pour le Golden Globe du meilleur acteur dans un film musical ou une comédie.
De 2018 à 2023, Kieran Culkin se retrouve à l'affiche de la série plusieurs fois primée Succession dans laquelle il joue Roman Roy, le petit dernier immature et détestable de la famille Roy, une famille propriétaire d'un des plus gros médias du monde. Grâce à cette série, il est nommé trois fois pour les Primetime Emmy Awards dans la catégorie du meilleur acteur dans un second rôle dans une série dramatique, et une fois en 2023 dans la catégorie de l'Emmy du meilleur acteur dans une série dramatique avec Brian Cox et Jeremy Strong, avec qui il partage l'affiche. En 2024, il remporte le Golden Globe et l'Emmy du meilleur acteur dans une série télévisée dramatique.
En 2025, il reçoit le prix du meilleur acteur dans un second rôle lors des Golden Globes 2025, pour son interprétation dans A Real Pain de Jesse Eisenberg,, un film apprécié par la critique. Lors des Oscars 2025 , il reçoit le prix du Meilleur acteur dans un second rôle pour A Real Pain .

### Vie privée
Il a une relation avec l'actrice canado-néo-zélandaise Anna Paquin de 2005 à 2006, ainsi qu'avec l'actrice américaine Emma Stone de 2009 à 2011. Il est marié à Jazz Charton depuis 2013. Le couple a une fille, Kinsey Sioux, en 2019 et un garçon en 2021.

## Filmographie

### Cinéma
- 1990 : Maman, j'ai raté l'avion ! (Home Alone) de Chris Columbus : Fuller McCallister
- 1991 : Ta mère ou moi (Only the Lonely) de Chris Columbus : Patrick Muldoon Jr.
- 1991 : Le Père de la mariée (Father of the Bride) de Charles Shyer : Matty Banks
- 1992 : Maman, j'ai encore raté l'avion ! (Home Alone 2: Lost in New York) de Chris Columbus : Fuller McCallister
- 1993 : Cavale sans issue (Nowhere to Run) de Robert Harmon : Mike “Mookie” Anderson
- 1994 : Une maison de fous (It Runs in the Family) de Bob Clark : Ralph “Ralphie” Parker
- 1995 : Le Père de la mariée 2 (Father of the Bride Part II) de Charles Shyer : Matty Banks
- 1996 : Amanda : Biddle
- 1998 : Les Puissants (The Mighty) de Peter Chelsom : Kevin Dillon
- 1999 : Elle est trop bien (She's All That) de Robert Iscove : Simon Boggs
- 1999 : La Musique de mon cœur (Music of the Heart) de Wes Craven : Lexi à 15 ans
- 1999 : La Guerre des invisibles de John Henderson : Barney Devine
- 1999 : L'Œuvre de Dieu, la part du Diable (The Cider House Rules) de Lasse Hallström : Buster
- 2002 : The Dangerous Lives of Altar Boys : Tim Sullivan
- 2002 : Igby (Igby Goes Down) de Burr Steers : Jason "Igby" Slocumb, Jr.
- 2008 : Lymelife de Derick Martini : Jimmy Bartlett
- 2009 : Paper Man de Kieran Mulroney et Michele Mulroney : Christopher
- 2010 : Scott Pilgrim (Scott Pilgrim vs. the World) d'Edgar Wright : Wallace Wells
- 2011 : Margaret de Kenneth Lonergan : Paul Hirsh
- 2013 : My Movie Project (Movie 43) : Neil
- 2015 : Quitters de Noah Pritzker : M. Becker
- 2016 : Le Teckel (Wiener-Dog) de Todd Solondz : Brandon
- 2017 : Infinity Baby de Bob Byington : Ben
- 2017 : Approaching a Breakthrough de Noah Pritzker : Norman
- 2021 : No Sudden Move de Steven Soderbergh : Charley
- 2024 : A Real Pain de Jesse Eisenberg : Benji Kaplan
- 2025 : La Ferme des animaux (Animal Farm) d'Andy Serkis

### Télévision
- 1991-2023 : Saturday Night Live : Froggy / lui-même (2 épisodes)
- 1996 : Frasier : Jimmy (voix; 1 épisode)
- 1999 : Le Monde magique des léprechauns (The Magical Legend of the Leprechauns) : Barney O'Grady (2 épisodes)
- 2001 : Go Fish de Adam Herz : Andy "Fish" Troutner (5 épisodes)
- 2015 : Fargo : Rye Gerhardt (2 épisodes)
- 2015 : Long Live the Royals : Peter (voix; 4 épisodes)
- 2018–2023 : Succession : Roman Roy (39 épisodes)
- 2020 : Robot Chicken : Joe Jones / stagiaire de Nostradamus (voix; 1 épisode)
- 2022 : The Boys présentent : Les Diaboliques : O.D. (voix; 1 épisode)
- 2022-2023 : Solar Opposites : plusieurs rôles (voix; 5 épisodes)
- 2023 : Agent Elvis : Gabriel Wolff (voix; 1 épisode)
- 2023 : Scott Pilgrim prend son envol : Wallace Wells (voix; 8 épisodes)

## Distinctions

### Récompenses
- 2002 : Las Vegas Film Critics Society Awards du meilleur jeune acteur dans une comédie dramatique pour Igby (2002).
- Satellite Awards 2003 : Meilleur acteur dans une comédie dramatique pour Igby (2002).
- Critics' Choice Movie Awards 2003 : Meilleure espoir dans une comédie dramatique pour Igby (2002).
- Critics' Choice Television Awards 2022 : Meilleur acteur dans un second rôle pour une série télévisée dramatique pour Succession (2018-2023) pour le Roman Roy.
- 2022 : Gold Derby Awards du meilleur acteur dramatique dans un second rôle dans une série télévisée dramatique pour Succession (2018-2023) pour le Roman Roy.
- Screen Actors Guild Awards 2022 : Meilleure distribution pour une série dramatique pour Succession (2018-2023) partagé avec Nicholas Braun, Juliana Canfield, Brian Cox, Dagmara Dominczyk, Peter Friedman, Jihae, Justine Lupe, Matthew Macfadyen, Dasha Nekrasova, Scott Nicholson, David Rasche, Alan Ruck, J. Smith-Cameron, Sarah Snook, Fisher Stevens, Jeremy Strong et Zoe Winters.
- Golden Globes 2024 : Meilleur acteur dans une série dramatique pour Succession (2018-2023) pour le Roman Roy.
- Critics' Choice Television Awards 2024 : Meilleur acteur dans une série télévisée dramatique pour Succession (2018-2023) pour le Roman Roy.
- Primetime Emmy Awards 2024 : Meilleur acteur dans une série télévisée dramatique pour Succession (2018-2023) pour le Roman Roy.
- Screen Actors Guild Awards 2024 : Meilleure distribution pour une série dramatique pour Succession (2018-2023) partagé avec Nicholas Braun, Juliana Canfield, Brian Cox, Dagmara Domińczyk, Peter Friedman, Justine Lupe, Matthew Macfadyen, Arian Moayed, Scott Nicholson, David Rasche, Alan Ruck, Alexander Skarsgård, J. Smith-Cameron, Sarah Snook, Fisher Stevens, Jeremy Strong et Zoë Winters.
- Golden Globes 2025 : Meilleur acteur dans un second rôle dans une comédie dramatique pour A Real Pain (2024).
- Oscars 2025 : Meilleur acteur dans un second rôle dans une comédie dramatique pour A Real Pain (2024).

### Nominations
- Golden Globes 2003 : Meilleur acteur dans un film musical ou une comédie dans une comédie dramatique pour Igby (2002).
- Golden Globes 2019 : Meilleur acteur dans un second rôle dans une série, une mini-série ou un téléfilm pour Succession (2018-2023) pour le Roman Roy.
- 2019 : International Online Cinema Awards du meilleur acteur dans un second rôle dans une série télévisée dramatique pour Succession (2018-2023) pour le Roman Roy.
- 2019 : Online Film & Television Association Awards du meilleur acteur dans un second rôle dans une série télévisée dramatique pour Succession (2018-2023) pour le Roman Roy.
- Golden Globes 2020 : Meilleur acteur dans un second rôle dans une série, une mini-série ou un téléfilm pour Succession (2018-2023) pour le Roman Roy.
- 2020 : Gold Derby Awards du meilleur acteur dramatique dans un second rôle dans une série télévisée dramatique pour Succession (2018-2023) pour le Roman Roy.
- 2020 : International Online Cinema Awards du meilleur acteur dans un second rôle dans une série télévisée dramatique pour Succession (2018-2023) pour le Roman Roy.
- 2020 : Online Film & Television Association Awards du meilleur acteur dans un second rôle dans une série télévisée dramatique pour Succession (2018-2023) pour le Roman Roy.
- Primetime Emmy Awards 2020 : Meilleur acteur dans un second rôle dans une série télévisée dramatique pour Succession (2018-2023) pour le Roman Roy.
- 2022 : Gold Derby Awards du meilleur acteur dramatique dans un second rôle dans une série télévisée dramatique pour Succession (2018-2023) pour le Roman Roy.
- 2022 : Hollywood Critics Association Television Awards du meilleur acteur dans un second rôle dans une série télévisée dramatique pour Succession (2018-2023) pour le Roman Roy.
- 2022 : International Online Cinema Awards du meilleur acteur dans un second rôle dans une série télévisée dramatique pour Succession (2018-2023) pour le Roman Roy.
- 2022 : Online Film & Television Association Awards du meilleur acteur dans un second rôle dans une série télévisée dramatique pour Succession (2018-2023) pour le Roman Roy.
- Primetime Emmy Awards 2022 : Meilleur acteur dans un second rôle dans une série télévisée dramatique pour Succession (2018-2023) pour le Roman Roy.
- AACTA Award 2024 : Meilleur acteur dans une série pour Succession (2018-2023) pour le Roman Roy.
- Screen Actors Guild Awards 2022 : Meilleur acteur dans une série dramatique pour Succession (2018-2023) pour le Roman Roy.
- Screen Actors Guild Awards 2024 : Meilleur acteur dans une série dramatique pour Succession (2018-2023) pour le Roman Roy.